# Camp Evans
Camp Evans w New Jersey jest dawną bazą wojskową połączoną z Fortem Monmouth. Położona w Wall Township, chociaż często twierdzi się, że zlokalizowana jest w Belmar. Obiekt góruje nad rzeką Shark River.
Camp Evans nazwany od imienia ppłk. Paula Wesleya Evansa z Korpusu Łączności, który pracował przy rozwoju bezprzewodowej transmisji i radaru wojskowego w Belmar Station na początku XX stulecia. Po I wojnie światowej Evans został oddelegowany do Strefy Kanału Panamskiego jako oficer łączności (Signal Officer).